# Església de Sant Antoni (la Pobla de Massaluca)
L'Església de Sant Antoni és un edifici del municipi de la Pobla de Massaluca (Terra Alta) inclosa en l'Inventari del Patrimoni Arquitectònic de Catalunya.

## Descripció
L'església d'una nau i capelles laterals, construïda amb carreus. Compta amb planta rectangular exteriorment, d'absis recte a l'interior. La capçalera és poligonal de cinc panys. S'estructura amb tres capelles laterals per banda, separades per contraforts que surten a l'exterior per la part alta i entremig dels quals hi ha finestres. Les voltes dels tres trams són de creueria amb tercerols, igual que la de la capçalera, que és poligonal. Les voltes de les capelles laterals són de creueria simple. S'observen nombroses claus esculpides. El conjunt és bàsicament gòtic fins a la imposta que rep els arcs i les voltes. La resta és renaixentista. La façana principal és plana i austera, amb una petita portalada clàssica. El campanar és de planta quadrada i poca alçada. Tot el conjunt és de petites dimensions.

## Història
Pertany al tipus d'esglésies on les voltes són gòtiques i la resta del renaixement i del barroc, bastides des de principis del segle xvii fins al XVIII. La tipologia és comuna a la de Vilalba dels Arcs i a la de Fatarella, encara que aquí l'escala és més petita i no té una portalada tan gran com les anteriors.